# Кумараджива

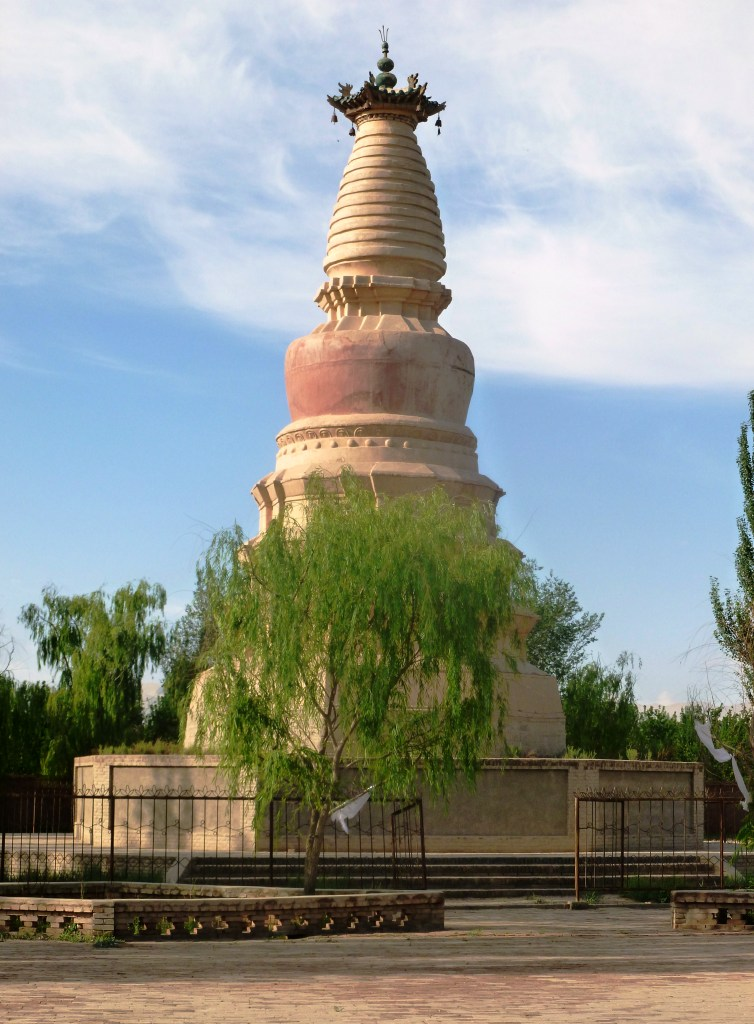
Пагода белой лошади, Дуньхуан. В память белой лошади Кумарадживы, которая перевезла писания в Китай.

Кумараджива (санскр. कुमारजीव, IAST: Kumārajīva, кит. трад. 鳩摩羅什, упр. 鸠摩罗什, пиньинь Jiū mó luó shí, Цзюмолоши, Лоши, Ши  — 344 или 350—409 или 431) — буддийский монах, один из четырёх крупнейших переводчиков буддийской литературы на китайский язык (наряду с Ань Шигао, Чжэньди и Сюаньцзаном).

## Биография
По преданию, Кумараджива родился в буддийском государстве Куча (Восточный Туркестан), и был сыном индийца и дочери местного царя. На родине он в юности изучал классику хинаяны, впоследствии посвятил себя изучению текстов махаяны. В 401 году он прибыл в Чанъань (столицу государства Поздняя Цинь), где провёл последние годы жизни, занимаясь переводческим трудом. Имел более 3 тысяч учеников.

## Переводы
С помощью 800 учеников перевёл на китайский язык 35 буддийских текстов, в том числе основополагающие памятники махаяны:
- «Цзиньган [божо] цзин» («Ваджраччхедика праджняпарамита сутра»),
- «Да пинь божо цзин» («Махапраджняпарамита сутра» — «Великая сутра праджняпарамиты» в 27 цзюанях),
- «Сяо пинь божо цзин» («Малая сутра праджняпарамиты» — сокращённая версия «Махапраджняпарамита сутры» в 10 цзюанях),
- «Мяофа ляньхуа цзин» («Саддхармапундарика сутра» — «Сутра лотоса благого закона»),
- «Вэймо [цзе] цзин» («Вималакирти [нирдеша] сутра» — «Сутра о Вималакирти»),
- «Амито цзин» («Амида сутра» — «Сутра о [Будде] Амитабхе»),
- «Чжун [гуань] лунь» («Мадхьямакакарика» Нагарджуны — «Рассуждения о срединном [видении] пути»),
- «Бай лунь» («Шата шастра» — «Шастра в ста [стихах]»),
- «Шиэр мэнь лунь» («Двадаша мукха шастра» — «Шастра о двенадцати вратах»),
- «Чэн ши лунь» («Сатьясиддхи шастра» — «Шастра совершенной истины»)
- «Хань Фэй-цзы» («Сети Брахмы») и другие.

Поскольку Кумарадживе принадлежат переводы основополагающих трактатов школы Саньлунь, её последователи считают его одним из своих патриархов.
Из учеников Кумарадживы наибольшую известность получили так называемые «четверо мудрецов из школы Шэня», или «четыре философа»: Даошэн, Сэнчжао, Даожун и Сэнжун.